# Giovanni Cariani

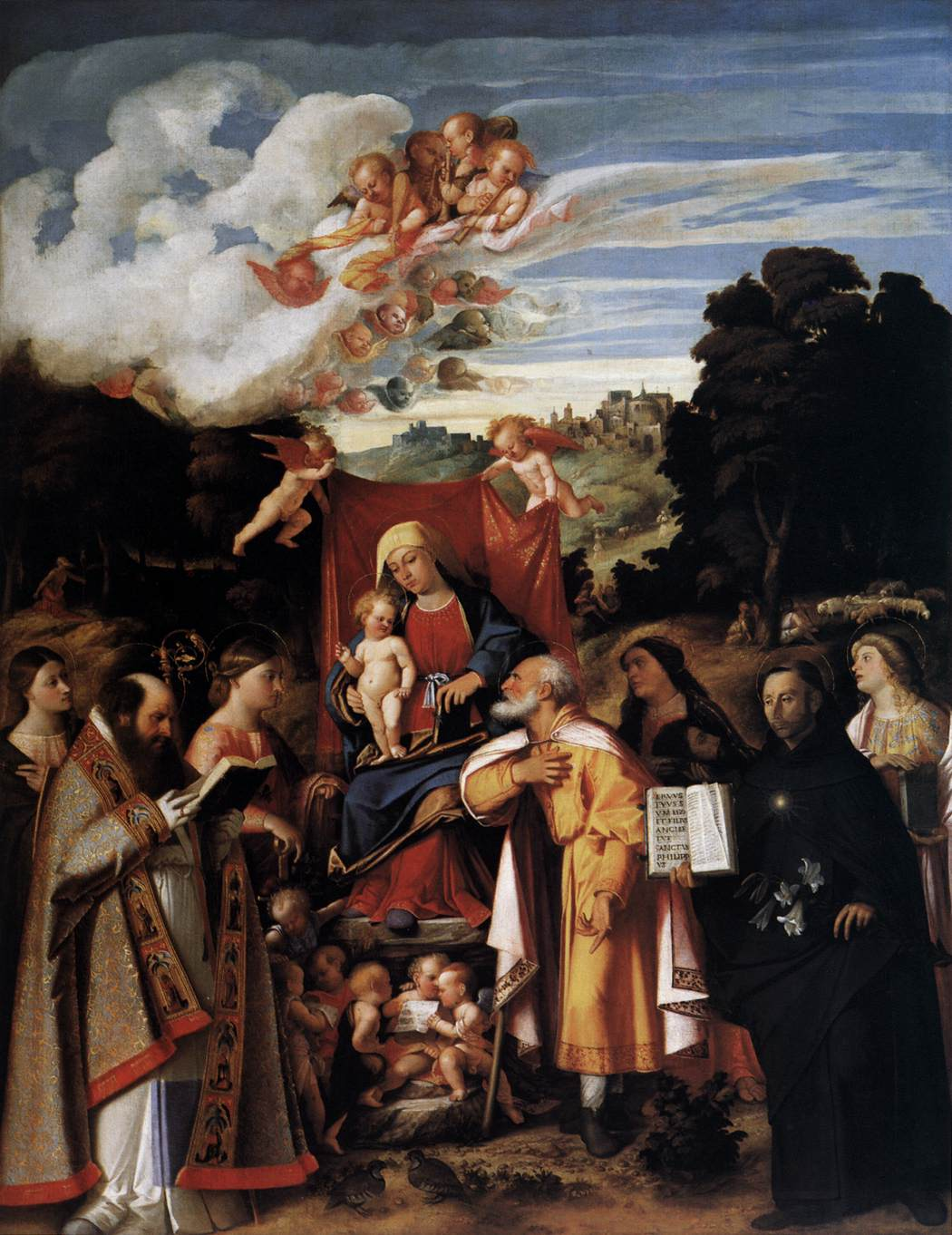
Pala di San Gottardo (1516-1517), Milano, Pinacoteca di Brera

Giovanni Busi, detto il Cariani (Fuipiano al Brembo, 1485 circa – Venezia, 1547), è stato un pittore italiano.

## Biografia
Giovanni era figlio di un altro Giovanni detto Cariano o Zanino e di donna Caterina.  Non si conosce la sua data di nascita, ma viene indicata tra il 1480 e il 1490, viene citato in un documento del 29 aprile 1509 che lo nomina testimone e magistro pittore, quindi doveva aver compiuto i vent'anni come voleva la legge veneziana.
Firmò i primi lavori: I. Carianus, Ioanes Cariani, Io. Carianus de Busis aggiungendo a volte anche Bergomeus. Membro della famiglia Busi, originaria della val Brembana, più esattamente proprio nella frazione di Fuipiano al Brembo del comune di San Pellegrino, ma si formò a Venezia, dove il padre era stato nominato preco et ministerialis curiae palatii e comandador ministerial de San Marco nel 1508, cariche importanti. Sposò la veneziana Giovanna Nadal, sorella del notaio Alvise Natal, dal cui testamento redatto l'11 agosto 1517, risulterebbe che non avesse avuto figli naturali, ma avessero adottato una figlia di nome Adriana. Il Cariani adottò una seconda figlia di nome Pierina ma da un secondo matrimonio con una certa Angela nel 1541 ormai cinquantenne. Il Cariani si spostò a Bergamo il 15 agosto 1517, e a Bergamo iniziò una intensa attività pittorica di alta qualità, con libertà di espressione senza condizionamenti. La presenza del Lotto non condizionerà i suoi lavori, molto più mistica l'arte del veneziano, reale e costruttiva quella del Cariani, anche se sicuramente tra i due intercorsero rapporti di lavoro.
L'attività dell'artista può essere divisa in tre periodi precisiː il primo periodo a Venezia in età giovanile, dove risentì dell'ambiente artistico che gravitava attorno al Bellini e al Giorgione, come dimostrano alcune sue opere, fra queste il Suonatore di liuto conservata al museo di Strasburgo, il secondo periodo dal 1517 al 1523 a Bergamo, dove iniziò una sua forma artistica personale e libera, il terzo periodo di nuovo a Venezia dove mantenne però attiva la collaborazione con Bergamo. dove forse fece ritorno in anni successivi. La sua prima opera conservata all'Accademia Carrara di Bergamo è Madonna col Bambino e santi Maria Maddalena, Giuseppe e lucia,  che riporta assonanze con le opere di Cima da Conegliano.
Giovanni Busi operò in Lombardia, fra Bergamo e Crema, tra il 1517 e il 1523, forse ritornandovi intorno al 1530, inserendosi probabilmente nel gruppo gravitante intorno al Giorgione, subendo soprattutto l'influenza di Sebastiano del Piombo.
Venne chiamato a Bergamo da Francesco Albani padre del futuro cardinale Giovanni Gerolamo, da lui ritratto in modo straordinario, vestito e ornato con una grossa collana d'oro, come lo aveva descritto il Sanudo; gli Albani, originariamente Lazzari da Albano Sant'Alessandro, erano una famiglia che vantava medici a quel tempo notissimi in città. Il primo lavoro svolto a Bergamo fu la pala di San Gottardo ora conservata a Milano che non ottenne però i favori desiderati, il Cariani infatti non ottenne commissioni dagli ambienti ecclesiastici cittadini, ma solo fuori provincia.
Bergamo godeva in quegli anni di un importante panorama artistico, essendo presenti sia il Lotto che il Previtali, fu questo un periodo di risveglio culturale, essendo città periferica, scossa da più di un evento bellico, godendo di un suo importante rinascimento. Il Cariani, che a Bergamo era stato scelto dalle autorità per decorare la nuovissima loggia dei mercanti nella piazza Nuova, "la loza et la fazzada noua sopra la piazza noua verso la cittadella", visibile il suo militare suonatore di flauto e i due operai che trasportano sacchi di grano, manifestò nella sua opera capitale, la pala di San Gottardo, per la chiesa di San Gottardo in borgo Canale, la sua adesione al gusto tizianesco e la sua contrapposizione al Lotto.
Il Cariani predilesse le tele dal formato quadrato dove posizionava in primo piano i soggetti che dovevano riempire la scena, amava riempire la tela, con personaggi pieni, terreni, ma non ingombranti. In particolare rappresentò le donne sempre in maniera molto corposa, sarà questa una delle sue caratteristiche che lo accompagneranno durante il percorso artistico.
Il periodo storico (alto rinascimento) riprende lo stile manieristico caro ai pittori dell'epoca: le opere più conosciute del Cariani si trovano al museo del Louvre (Madonna col Bambino e san Sebastiano, ca. 1528) alla National Gallery of Art di Washington (il Concerto, ca. 1518-1520, già in collezione Giusti a Verona), nel duomo di Bergamo (Madonna dei colombi, ca. 1523) e alla Pinacoteca di Brera (la Pala di San Gottardo che anticipa il patetismo lottesco ed i colori assumono toni acuti e frizzanti).

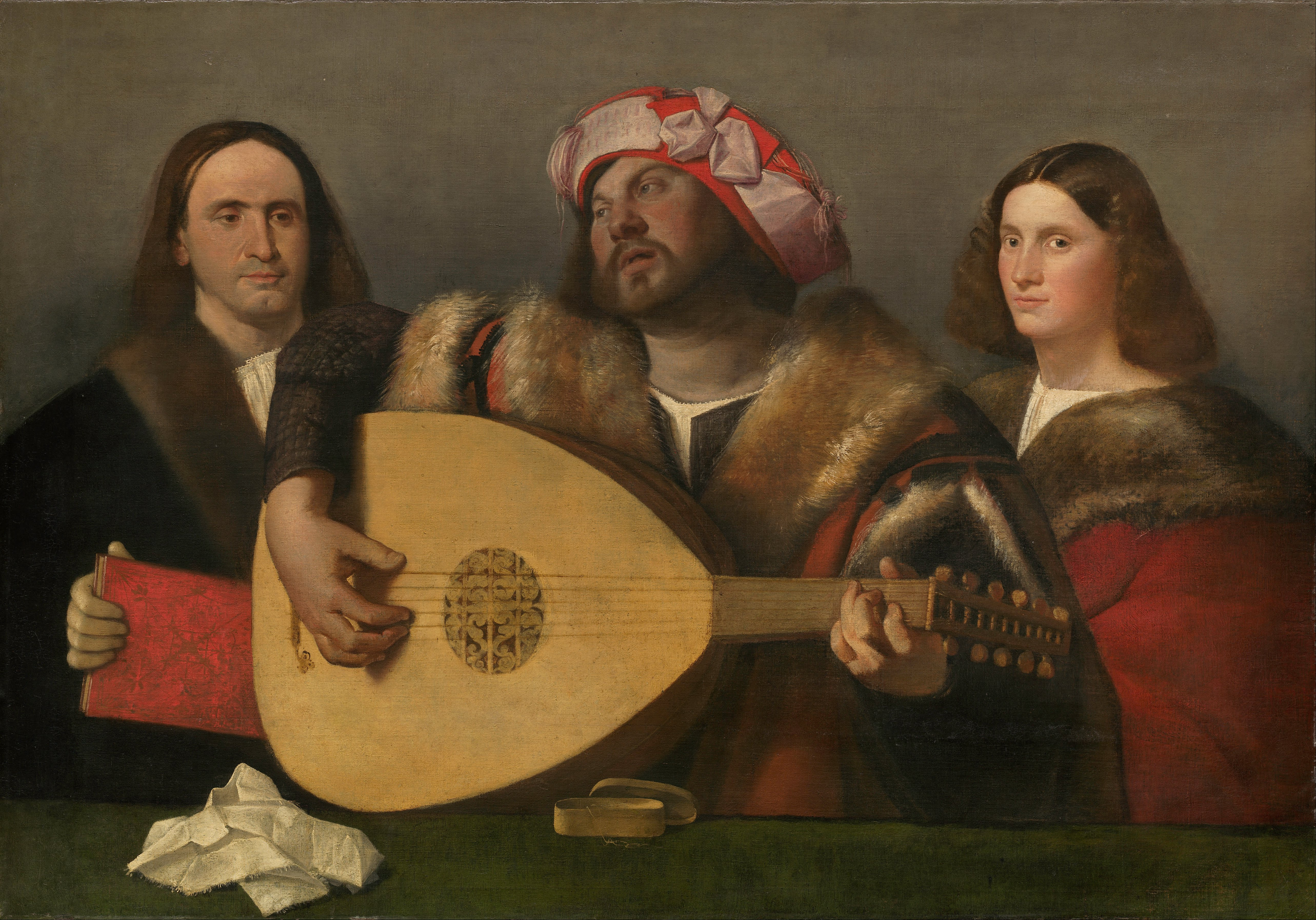
Concerto (ca 1518-20)
National Gallery of Art, Washington

L'influenza del Lotto emerse anche nella ritrattistica spingendo Cariani ad una acuta ed originale caratterizzazione psicologica dei personaggi, basti pensare al Ritratto di Gentiluomo e Ritratto di uomo con cappello., Finì quindi la sua vita a Venezia a fare il ritrattista.
Nell'ultimo periodo, Cariani appare teso alla ricerca nostalgica del giorgionismo e di ampie immagini paesaggistiche, come nel caso della Donna nel bosco al Museo di Berlino.
Non si conosce la data di morte dell'artista, la sua ultima presenza è documentata il 26 novembre del 1547 nel testamento della figlia Pierina facendo coincidere la morte nell'anno seguente.

## Opere
Furono molti i lavori eseguiti dall'artista, alcuni autografi, altri solo attribuiti e molti dispersi realizzati in un arco di tempo molto ampio, dalla prima opera datata 1512 Cupidine che siede con l'arco in mano in un inferno per l'abitazione privata di Francesco Zio fino agli ultimi lavori datati 1540, lavori che ha eseguito sia in Bergamo che a Venezia. Molte delle sue opere sono conservate nella pinacoteca dell'Accademia Carrara di Bergamo, altri si trovano sparse in molti musei internazionali, mentre altre opere sono ancora conservate in collezioni private. Già nel 1926 Roberto Longhi scrisse che era difficile fare l'assegnazione delle sue opere.